# Monuments (album)
Monuments è un album discografico del gruppo power metal tedesco Edguy, pubblicato nel 2017.

## Il disco
L'album è costituito da due CD, che includono 23 canzoni già edite e cinque inedite, e da due DVD.

## Tracce
- Compilation CD 1

1. Ravenblack (Inedito) – 5:08
2. Wrestle the Devil (Inedito) – 4:00
3. Open Sesame (Inedito) – 5:00
4. Landmarks (Inedito) – 4:34
5. The Mountaineer (Inedito) – 3:57
6. 9-2-9 – 3:47
7. Defenders of the Crown – 5:42
8. Save Me – 3:46
9. The Piper Never Dies – 10:10
10. Lavatory Love Machine – 4:23
11. King of Fools – 4:20
12. Superheroes – 3:19
13. Love Tyger – 4:27
14. Ministry of Saints – 5:03
15. Tears of a Mandrake – 7:14

- Compilation CD 2

1. Mysteria – 5:46
2. Vain Glory Opera – 6:09
3. Rock of Cashel – 6:18
4. Judas at the Opera (feat. Michael Kiske) – 7:19
5. Holy Water – 4:13
6. Spooks in the Attic – 4:03
7. Babylon – 6:13
8. The Eternal Wayfarer – 8:49
9. Out of Control (feat. Hansi Kürsch) – 5:05
10. Land of the Miracle – 6:33
11. Key to My Fate – 4:33
12. Space Police – 6:03
13. Reborn in the Waste – 4:19